# Przydrożne krzyże
Przydrożne krzyże (ang. Roadside Crosses) – powieść Jeffery'ego Deavera, wydana w 2009 roku. Jest to druga część serii, w której główną bohaterką jest Kathryn Dance.

## Fabuła
Agentka Kalifornijskiego Biura Śledczego, Kathryn Dance zajmuje się śledztwem tajemniczych krzyży, które pojawiły się przy autostradzie w Monterey. Okazuje się, że nie są one upamiętnieniem ofiar wypadków, ale zapowiedzią przyszłych zbrodni. Okazuje się, że w sprawę może być zamieszany nastolatek, który spowodował wcześniej wypadek samochodowy, za co został zaatakowany na blogu internetowym. Aby go schwytać agentka Dance, zwraca się o pomoc do autora bloga.